# لقيطة (مسلسل)
لقيطة مسلسل تليفزيوني مصري/ قصة: محمد عبد الحليم عبد الله / سيناريو: كرم النجار / إخراج: إبراهيم الشقنقيري / بطولة: زيزي البدراوي، محمود عبد العزيز، عماد حمدي، زوزو نبيل، زهرة العلا، عزيزة حلمي، إحسان القلعاوي، أحمد الجزيري / إنتاج مؤسسة الخليج للاعمال الفنية (دبي) / عام 1977. وصور في استديو تلفزيون دبي.